# 乐祁
乐祁（？—前502年），子姓，乐氏，名祁，一名祁犁，字子梁，是春秋时期宋国的卿（司城）。又称司城子梁。乐喜的孙子。
前520年，宋国华亥、向宁、华定逃到楚国。宋元公派公孙忌做大司马，边卬做大司徒，乐祁做司马，仲几做左师，乐大心做右师，乐挽做大司寇，来安定国人。之后，乐祁担任司城。前517年，他对国君说，鲁国会发生内乱，鲁昭公会被季平子赶出国门。前515年，晋国范献子与乐祁、卫国的北宫喜会盟，商议讨伐驱逐鲁君的季平子，乐祁、北宫喜没有答应。前504年，乐祁访问晋国，与迎接的赵简子私自饮酒，激怒了范献子，范献子将乐祁扣留。前502年，晋国释放乐祁，乐祁在归国途中去世。